# Tamopsis
Genre
Tamopsis est un genre d'araignées aranéomorphes de la famille des Hersiliidae.

## Distribution
Les espèces de ce genre se rencontrent en Australie, en Nouvelle-Guinée et à Bornéo.

## Liste des espèces
Selon World Spider Catalog (version 15.5, 27/11/2014) :
- Tamopsis amplithorax Baehr & Baehr, 1987
- Tamopsis arnhemensis Baehr & Baehr, 1987
- Tamopsis brachycauda Baehr & Baehr, 1987
- Tamopsis brevipes Baehr & Baehr, 1987
- Tamopsis brisbanensis Baehr & Baehr, 1987
- Tamopsis centralis Baehr & Baehr, 1987
- Tamopsis circumvidens Baehr & Baehr, 1987
- Tamopsis cooloolensis Baehr & Baehr, 1987
- Tamopsis darlingtoniana Baehr & Baehr, 1987
- Tamopsis daviesae Baehr & Baehr, 1987
- Tamopsis depressa Baehr & Baehr, 1992
- Tamopsis ediacarae Baehr & Baehr, 1988
- Tamopsis eucalypti (Rainbow, 1900)
- Tamopsis facialis Baehr & Baehr, 1993
- Tamopsis fickerti (L. Koch, 1876)
- Tamopsis fitzroyensis Baehr & Baehr, 1987
- Tamopsis floreni Rheims & Brescovit, 2004
- Tamopsis forrestae Baehr & Baehr, 1988
- Tamopsis gibbosa Baehr & Baehr, 1993
- Tamopsis gracilis Baehr & Baehr, 1993
- Tamopsis grayi Baehr & Baehr, 1987
- Tamopsis harveyi Baehr & Baehr, 1993
- Tamopsis hirsti Baehr & Baehr, 1998
- Tamopsis jongi Baehr & Baehr, 1995
- Tamopsis kimberleyana Baehr & Baehr, 1998
- Tamopsis kochi Baehr & Baehr, 1987
- Tamopsis leichhardtiana Baehr & Baehr, 1987
- Tamopsis longbottomi Baehr & Baehr, 1993
- Tamopsis mainae Baehr & Baehr, 1993
- Tamopsis mallee Baehr & Baehr, 1989
- Tamopsis minor Baehr & Baehr, 1998
- Tamopsis nanutarrae Baehr & Baehr, 1989
- Tamopsis occidentalis Baehr & Baehr, 1987
- Tamopsis perthensis Baehr & Baehr, 1987
- Tamopsis petricola Baehr & Baehr, 1995
- Tamopsis piankai Baehr & Baehr, 1993
- Tamopsis platycephala Baehr & Baehr, 1987
- Tamopsis pseudocircumvidens Baehr & Baehr, 1987
- Tamopsis queenslandica Baehr & Baehr, 1987
- Tamopsis raveni Baehr & Baehr, 1987
- Tamopsis reevesbyana Baehr & Baehr, 1987
- Tamopsis riverinae Baehr & Baehr, 1993
- Tamopsis rossi Baehr & Baehr, 1987
- Tamopsis transiens Baehr & Baehr, 1992
- Tamopsis trionix Baehr & Baehr, 1987
- Tamopsis tropica Baehr & Baehr, 1987
- Tamopsis tweedensis Baehr & Baehr, 1987
- Tamopsis warialdae Baehr & Baehr, 1998
- Tamopsis wau Baehr & Baehr, 1993
- Tamopsis weiri Baehr & Baehr, 1995

## Publication originale
- Baehr & Baehr, 1987 : The Australian Hersiliidae (Arachnida: Araneae): Taxonomy, phylogeny, zoogeography. Invertebrate Taxonomy, vol. 1, no 4, p. 351-437 (texte intégral).